# Revuelta Paulista en 1683
La Revuelta Paulista en 1683 fue organizada en la Capitanía de São Vicente por la sociedad paulista que defendía la esclavitud, ocurrió precisamente en São Paulo de los Campos de Piratininga, actual São Paulo.

## Antecedentes
Algunas decisiones sobre la esclavitud indígena con la ley del 1 de abril de 1680 durante el reinado de Afonso VI de Portugal provocaron violentas protestas en São Paulo de los Campos de Piratininga. En el Extremo Norte, los ignacianos se enfrentaron a los colonos con mayor perseverancia que en el Sur, especialmente en São Paulo, donde se sintieron mucho más inseguros.
El 28 de marzo de 1682 se intentó invadir la Cámara de São Paulo, exigiendo el incumplimiento de la decisión real.
El 3 de julio de 1682, habiendo llegado a conocimiento de los paulistas que el Papa había enviado un breve al gobierno de Brasil sobre la esclavitud de los indígenas, la población acudió a la Cámara, promoviendo el desorden y llevándose al escribano Jerônimo Pedroso de Oliveira para escribir una petición en la que protestaba violentamente contra la propuesta de retirar los esclavos, lo que para los paulistas sería absurdo, dado que la esclavitud se practicaba en todo el mundo, especialmente en el caso de las sociedades indígenas, que solían esclavizar a sus enemigos prisioneros de guerra.

## La revuelta
El 10 de enero de 1683 estalló la revuelta, los paulistas portando espadas, escopetas y otras armas, en busca de senadores, invadieron la Casa del Consejo y tocaron la campana al grito de "¡Viva el pueblo! Que muera el mal gobierno! ", en todo momento se disparaban tiros prometiendo a los insurgentes exterminar a todo el que estuviera en contra de su opinión, siendo sus descendientes los hijos de los enemigos de la patria.
Uno de los hombres más violentos de su tiempo, el bandeirante Bartolomeu Fernandes de Faria, fue elegido entonces Capitán del Pueblo, responsable de encerrar el Caminho do Mar. Convocó a asamblea del pueblo a los regidores para convocar a todos los capitanes de la milicia del pueblo con todos sus hombres para que asistieran a ella a fin de librarse de los traidores a la patria. Al presenciar la revuelta, los jesuitas pensaron en cerrar su Colegio y retirarse de São Paulo, pero el consejo inmediatamente les pidió que se quedaran, nombrando al obispo José de Barros Alarcão como mediador.
Tras una serie de insensateces por parte de los amotinados, el juez ordinario, capitán Miguel de Camargo, logró reducir a término las pretensiones de los tan enfurecidos pretendientes. Miguel de Camargo y los concejales Jorge Rodrigues Velho y Antônio García Carrasco llevaron a los senadores al patio del cabildo, donde se les pidió que formaran un cabildo, que debían postular allí; a lo dicho por el juez de que no podía celebrar consejo por falta del procurador del consejo; a lo que el pueblo respondió que lo hicieran con el capitán Roque Furtado Simões, que era el único procurador en 1681. Y por el capitán Roque Furtado se dijo y exigió que no pudiera hacer tal consejo. Los paulistas respondieron que debía vigilarla o moriría. El cual siendo oído por Roque Furtado, viendo el fracaso de su resolución, se unió al Consejo para no ser asesinado.

### Resultado
Los concejales declararon que aceptaban la representación popular, siempre que los líderes del pueblo la firmaran, lo que pronto se hizo ocupando el papel de una serie de los nombres más ilustres entre los paulistanos. Sin embargo, la situación seguía siendo muy tensa. El gobernador de Río de Janeiro, Duarte Teixeira, prohibió estrictamente en su jurisdicción, y bajo penas graves, comprar de la tierra a los habitantes de São Paulo. El príncipe Pedro (futuro Pedro II de Portugal) le recomendó reprimir con la mayor severidad las incursiones de los depredadores del sur entre los indios de Río de Janeiro.
El 8 de marzo de 1685 era inminente un nuevo pronunciamiento antijesuita. En la Cámara se dijo que el pueblo quería repetir las escenas de 1640 y entonces el poder municipal se volvió hacia el provincial Alexandre de Gusmão. El término del mandato en esta fecha revela un desenlace tan extraordinario como imprevisto.
Al recibir las últimas cartas reales, la Cámara de São Paulo decidió presentar una lista de dudas a aclarar para la exacta observancia de las prescripciones de la Corona. Así nació el trabajo sobre las dudas de los habitantes de São Paulo, fechado el 27 de enero de 1694, documento de mayor valor para el estudio de la esclavitud en Brasil. Lo firmaron cinco de los seis oficiales de la Cámara de São Paulo y el Padre Provincial.